# 聖博物館

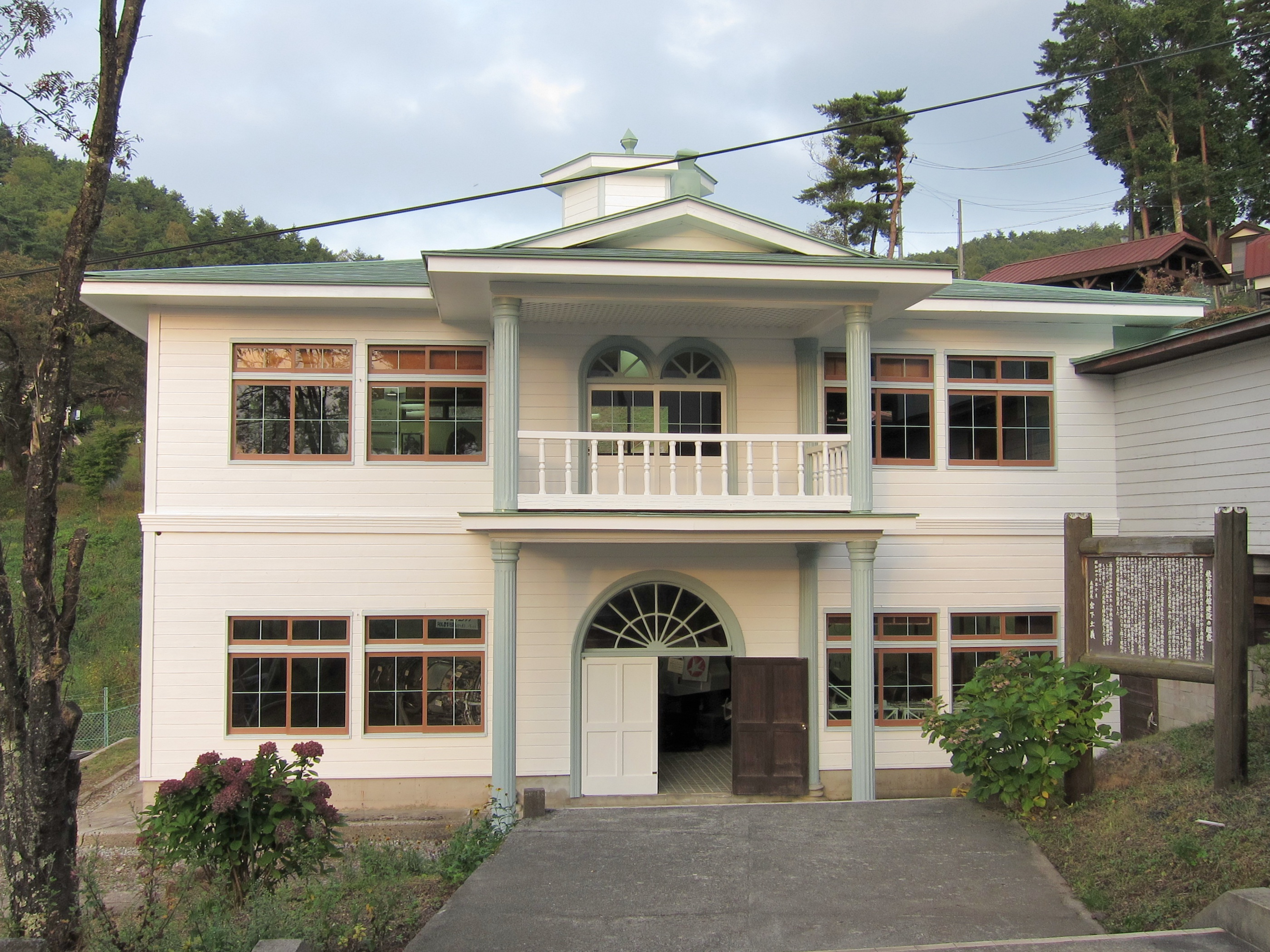
航空資料館

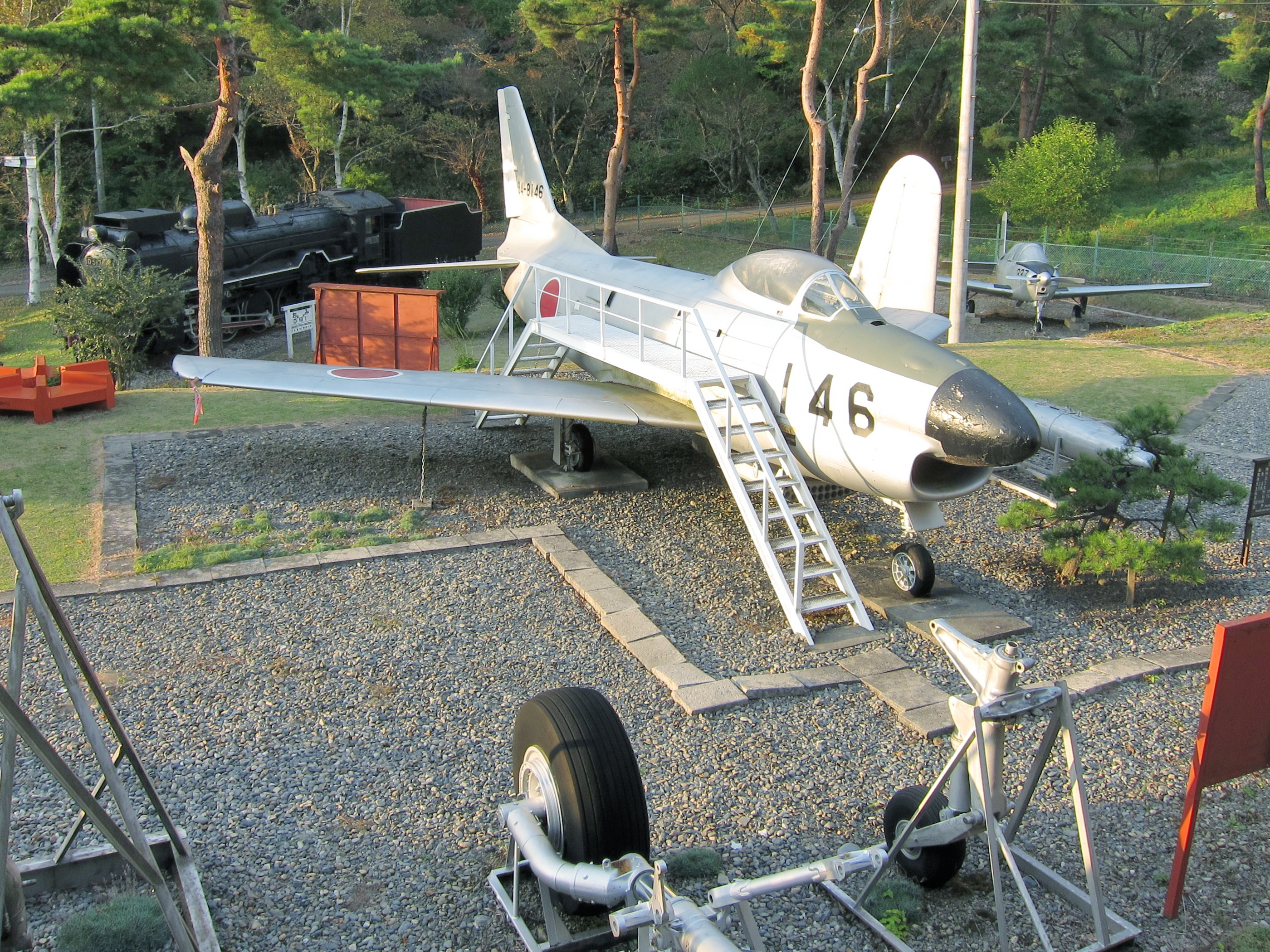
屋外展示のF-86Dなど

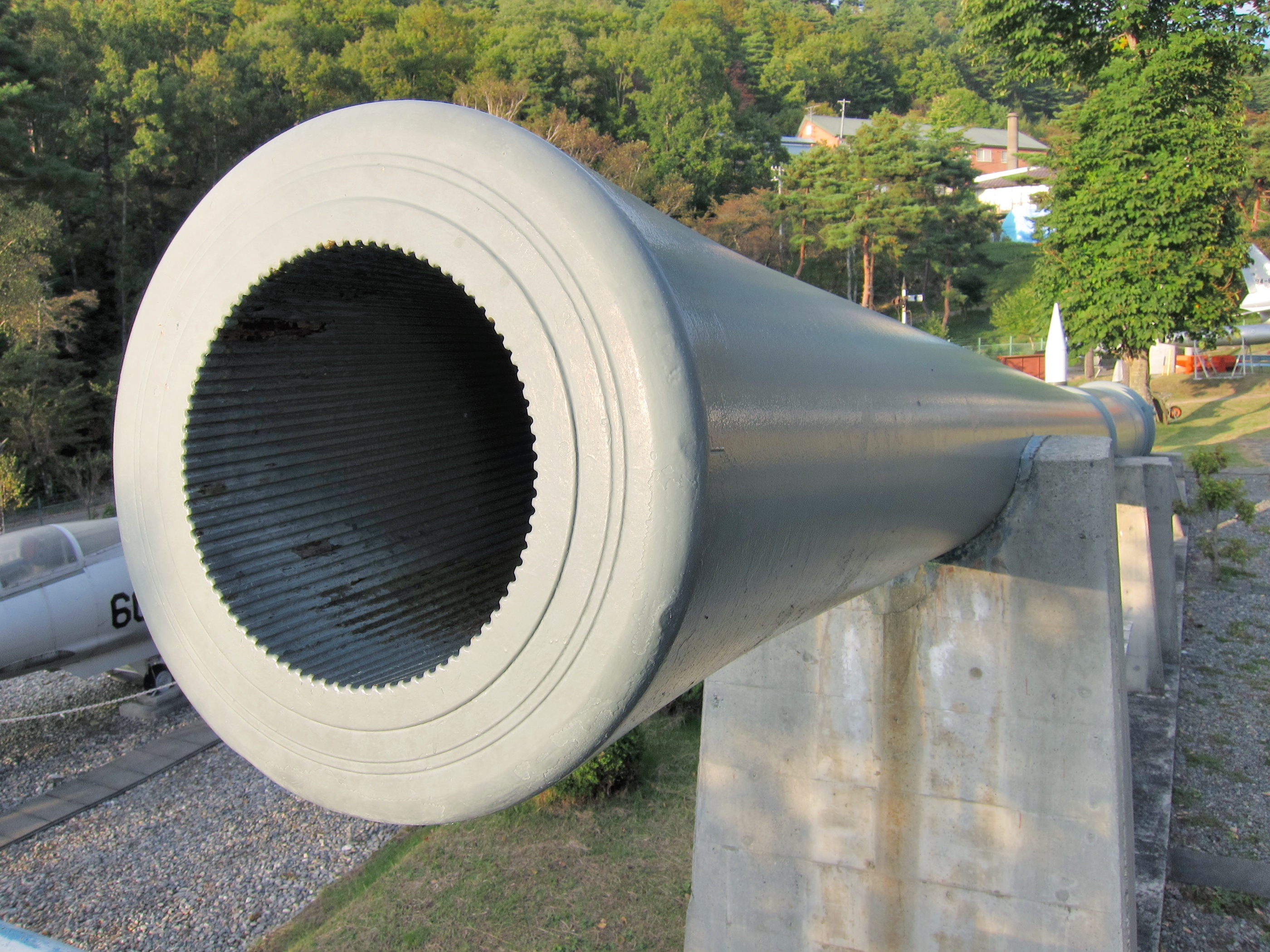
屋外展示の戦艦陸奥41cm主砲身

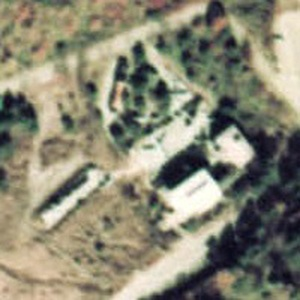
聖博物館周辺の約100メートル四方を写した航空写真。画像右下が本館、右が航空資料館。1975年度撮影。

聖博物館（ひじりはくぶつかん、別称：麻績村立聖博物館）は、長野県東筑摩郡麻績村にある博物館である。

## 概要
麻績村が「麻績村聖高原観光施設の設置及び管理に関する条例」に基づいて一般観光客などの利用に供することを目的に設置している博物館であり、聖高原の聖湖畔に位置する。
本館は木造2階建てで延べ床面積が303平方メートルであり、1965年7月20日に公開された。また航空資料館は木造2階建てで延べ床面積が99.3平方メートルとなっており、明治10年に麻績村立麻績小学校の校舎として建設された建物を、1971年に敷地内へ移築・復元したもので、移築に際して建物を縮小しており、1971年11月19日に公開された。
展示品は、本館内に民俗資料や麻績村開発誌、仏像や書画などの美術品、生物や岩石などの標本、動物の剥製など約1300点、航空資料館内に航空資料など、屋外にジェット戦闘機や蒸気機関車などが展示されている。
2012年にはリニューアルを実施し、木彫り羅漢像などを展示品に加えたほか、既存の展示品についても並べ替えや説明の追加を行った。

## 沿革
- 1965年7月20日 - 開館
- 1965年8月14日 - 当時の皇太子（現・明仁上皇）が訪問
- 1971年11月19日 - 航空資料館が開館
- 2012年4月28日 - リニューアルオープン

## 主な展示品
- 本館
  - 民俗資料
  - 麻績村開発誌
  - 鳥獣類の剥製品
  - 魚介類・昆虫類・海藻類・植物類・岩石類などの標本
  - 仏像・石仏類・書画などの美術品
- 航空資料館
  - ジェット戦闘機F-104J エンジン
  - 航空資料
- 屋外
  - ジェット戦闘機F-104J 46-8608
  - ジェット戦闘機F-86D 94-8146
  - ジェット戦闘機F-86F 82-7865
  - レシプロ練習機T-34A 51-0337
  - 戦艦陸奥・41cm主砲身
  - 蒸気機関車D51 769 - 1943年、川崎車輛製[3]